# Talpress
Talpress je pražské nakladatelství, které vzniklo v roce 1990, od roku 1992 pak fungující jako společnost s ručením omezeným.
Vydavatelství je zaměřeno na překladové publikace, zejména pak žánru fantasy.  Mezi stěžejní vydaná díla patří série Úžasná Zeměplocha Terryho Pratchetta, Píseň ledu a ohně George R. R. Martina, Malazská kniha padlých Stevena Eriksona či dílo Neala Stephensona.